# Céline Rajot
Céline Rajot (née le 22 mars 1975 à Roanne) est une athlète française, spécialiste des courses de demi-fond.

## Biographie
Elle est sacrée championne de France du 3 000 mètres steeple en 2000 et 2003.
En 1997, elle décroche la médaille d'argent du 1 500 mètres lors des Jeux de la Francophonie se déroulant à Antananarivo, à Madagascar.
Lors des championnats du monde de cross 1999, à Belfast, elle termine 19e de l'épreuve individuelle du cross court, et remporte le titre par équipes en compagnie de Yamna Oubouhou-Belkacem, Fatima Maama-Yvelain et Blandine Bitzner-Ducret.